# Viola caipira
A viola caipira  é um instrumento musical de cordas dedilhadas e uma das variantes regionais da viola brasileira. É também conhecido como viola sertaneja ou viola cabocla mas, a depender da cultura local, ainda pode ter  várias outras denominações: viola de pinho, viola caipira, viola sertaneja, viola de arame, viola nordestina, viola cabocla, viola cantadeira, viola de dez cordas, viola chorosa, viola serena, viola de queluz etc.. 
É um instrumento muito popular, sobretudo  no interior do Brasil, sendo um dos símbolos da música popular brasileira e especialmente da música caipira. 

## História
Tem sua origem nas violas portuguesas, oriundas de instrumentos árabes como o alaúde. As violas são descendentes diretas da guitarra latina, que, por sua vez, tem uma origem arábico-persa. As violas portuguesas chegaram ao Brasil e junto a outros instrumentos passou a ser usada pelos jesuítas na catequese dos indígenas. Mais tarde, começou-se a construir violas com madeiras nobres da terra, o que sempre houve em grande quantidade no Brasil. Europeus, crioulos, caboclos, cafuzos etc. passaram a construir no Brasil os seus  instrumentos - entre eles a viola, que era já, naquela época, muito popular.

## Descrição

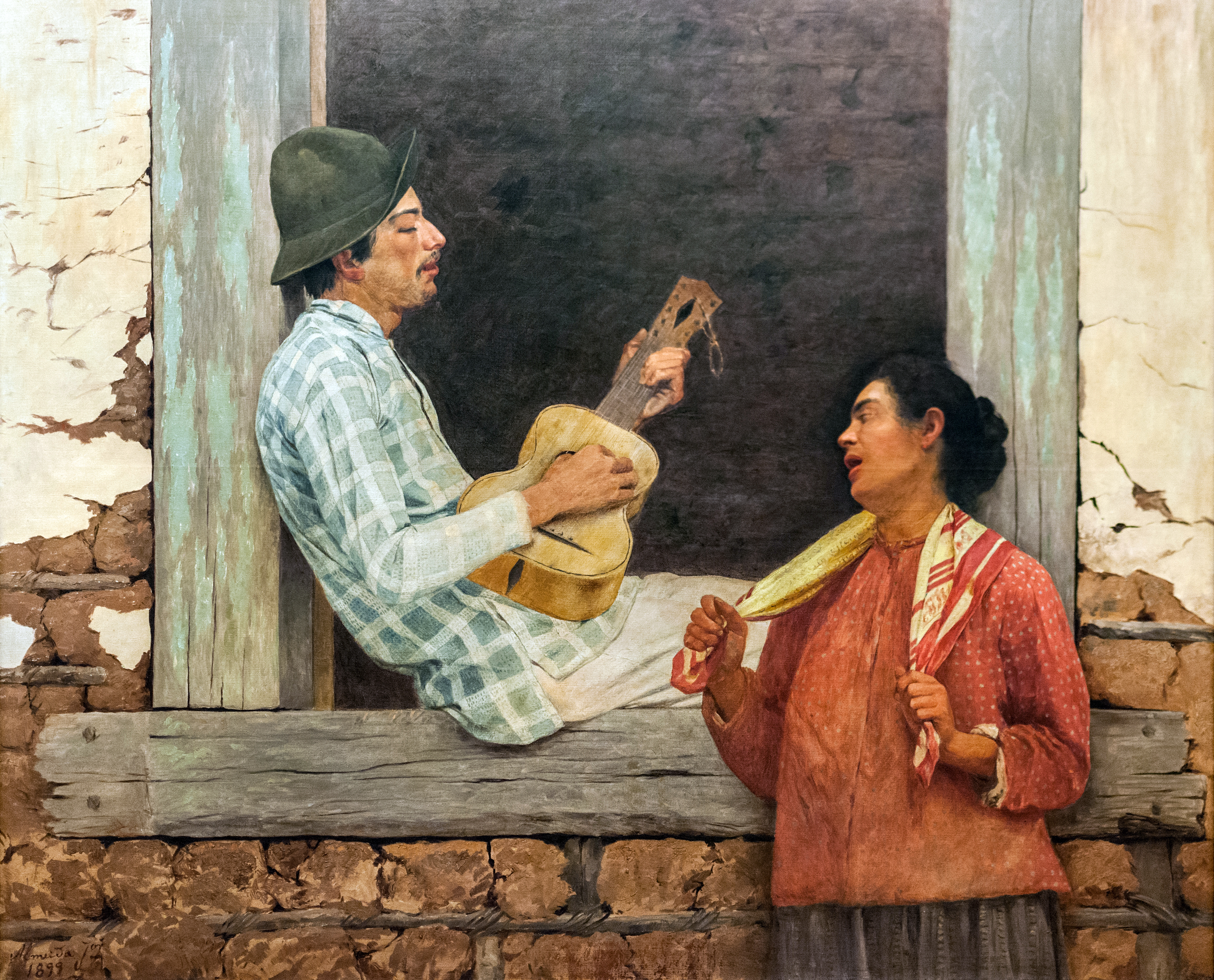
Violeiro tocando, obra de Almeida Júnior.

A viola caipira tem características muito semelhantes ao violão. Tanto no formato quanto na disposição das cordas e acústica, porém é um pouco menor.
Uma característica que destaca a viola dos demais instrumentos é que o ponteio da viola utiliza muito as cordas soltas, o que resulta um som forte e sem distorções, se bem afinada. As notas ficam com timbre ainda mais forte pois este é um instrumento que exige o uso de palheta, dedeira ou principalmente unhas compridas, já que todas as cordas são feitas de aço e algumas são muito finas e duras.
A disposição das cordas da viola varia razoavelmente, embora sempre haja cinco ordens, estes geralmente consistindo em dez cordas dispostas em cinco pares. De forma geral, os dois pares mais agudos são afinados em uníssono, enquanto os demais pares são afinados na mesma nota, mas com diferença de alturas de uma oitava. De qualquer forma, cada ordem é sempre tocada com todas as cordas simultâneas, como se fosse uma única corda.
Existem dezenas de afinações possíveis para este instrumento, sendo utilizados de acordo com a preferência do violeiro. Algumas são mais frequentes e disseminadas, enquanto outras são estritamente locais. Ainda, algumas regiões apresentam diversas afinações, enquanto outras têm uma predominância mais clara de uma delas. No Vale do Urucuia, por exemplo, predomina a Rio Abaixo com diversidade de nomes, enquanto no Triângulo Mineiro predomina a Boiadeira e entre os repentistas nordestinos há homogeneidade da Paraguaçu. As afinações carregam nomes tanto variáveis como sinônimos com outras afinações, o que confunde pesquisas e contagens.

## Afinação Cebolão
- A 1ª corda é afinada em Mi (E) e é chamada “Prima”, justamente por ser a primeira corda da viola. A 2ª corda também afinada em Mi, é chamada de “Contra-Prima”.
- As 3ª e 4ª cordas são chamadas de “Requinta”, ambas afinadas em Si (B). Posuem este nome faz devido ao instrumento de sopro requinta, além de nomear um tipo menor de viola, chamado de viola requinta.
- As 5ª e 6ª cordas são chamadas de “Turina”, afinadas em Sol Sustenido Grave (G#). O nome Turina faz referencia ao instrumento turi, um clarim indiano. Este par de cordas é conhecido por sua sonoridade chorosa, propícia a melodias sensíveis.
- As 7ª e 8ª cordas são afinadas em Mi Grave e Mi Agudo (E) respectivamente, e são chamadas de “Toeira”.
- A 9ª corda é afinada em Si Grave (B), e a 10ª corda em Si Agudo, sendo conhecidas como “Canotilho”.[3]

## Afinação Rio-Abaixo
A afinação Rio-Abaixo é conhecida por ser umas das afinações mais belas da viola, com som encorpado e forte, bem típico da viola instrumental.
As cordas são afinadas em D, B, G, D e G.

## Afinação Rio Acima
A afinação Rio Acima é uma das muitas afinações e conhecidas porém pouco utilizada já que a cebolão e Rio abaixo  são as mais buscadas, mas nem por isso é uma afinação esquecida, são conhecidos vários trabalhos feitos pelo grande Violeiro Almir Sater.
As cordas são afinadas em E, C, G, E e G.

## Afinação Boiadeira
A afinação boiadeira é uma mistura da afinação Rio-Abaixo com a Cebolão.
As cordas são afinadas em D, A, F#, D e G.

## Afinação Paraguaçu
A afinação paraguaçu é bastante utilizada no Nordeste do Brasil, principalmente por duplas de repentistas.
As cordas são afinadas em D, B, G, D e A.

## Afinação guitarrón
A afinação guitarrón é muito utilizada no Rio Grande do Sul, no Uruguai e na Argentina. É comum para fazer arranjos para uma polca paraguaia. Ela é utilizada para dar um "tapete" bem grave quando não se toca a música com o um baixo, por exemplo. 

## Simbologia
A viola é o símbolo da música caipira, conhecida popularmente como moda de viola.
No Brasil, é um instrumento tradicional. Músicas entoadas em suas cordas atravessaram gerações e até hoje estão presentes no  dia a dia da cultura brasileira da Paulistânia.
Na maior parte da antiga Capitania de São Paulo e Minas de Ouro, ou seja, os atuais estados de Minas Gerais, São Paulo, Goiás, Mato Grosso, Mato Grosso do Sul e em parte de Paraná e Tocantins, dentre outros, a viola tem destaque na música, onde a tradição da moda de viola é passada de geração em geração.
A viola é um instrumento com um grande potencial. O músico e instrumentista, já falecido Renato Andrade comprovou isso durante seus estudos, quando, usando a viola, conseguia imitar o timbre de outros instrumentos de corda, tais como  harpa de concerto, harpa paraguaia, guitarra portuguesa, bandolim, balalaica e, como ele costumava dizer, "...também imitar a viola!"

### Folclore brasileiro

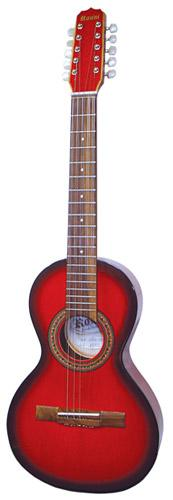
Viola caipira.

A viola está presente em diversas manifestações brasileiras, como Catira, Fandango, Folia de Reis, e outras, pelo Brasil afora.
Existem, ainda, diversas lendas  e histórias acerca da tradição dos violeiros.
Há diversas lendas e histórias a respeito das afinações da viola. O nome da afinação Cebolão seria do fato de as mulheres chorarem, emocionadas ao ouvir a música, como quem corta cebola.
A afinação Rio Abaixo seria originada na lenda de que o Diabo costumava descer os rios tocando viola nessa afinação e, com ela, seduzindo as moças e as carregando rio abaixo. Do violeiro que utiliza esta afinação diz-se, eventualmente, que pode estar enfeitiçado ou ter feito pacto com o demônio.
Acredita-se que a arte de tocar viola seja um dom de Deus, e quem não o recebeu ao nascer nunca será um violeiro de destaque. Porém, a lenda diz que mesmo a pessoa não contemplada com este dom pode adquirir habilidade de um bom violeiro. Uma das opções seria uma magia envolvendo uma cobra-coral venenosa e é conhecida como simpatia da cobra-coral. Outro modo seria fazer rezas no túmulo de algum antigo violeiro na sexta-feira da paixão. Há ainda a possibilidade de o violeiro firmar um pacto com o Diabo para aprender a tocar viola.
O pesquisador Antônio Candido conta que na região da Serra do Caparaó, assim como em outras, o Diabo é considerado o maior violeiro de todos. Tal mito explica a quantidade de histórias, em todo o Brasil, de violeiros que teriam feito pacto com o Diabo para tocarem bem. Porém, o violeiro que faz este tipo de pacto não vai para o inferno já que todos no "céu" querem violeiros por lá.
Uma característica dos violeiros típico do nordeste são os duelos de tocadores. Todo bom violeiro se auto-afirma o melhor da região. Se outro violeiro o contraria, o duelo está começado.
Em certas regiões, por tradição, as violas carregam pequenos chocalhos feitos de guizo de cascavel, pois segundo a lenda, tem poder de proteção para a viola e para o violeiro. Segundo contam os violeiros de antigamente, o poder do guizo chega a quebrar as cordas e até mesmo o instrumento do violeiro adversário.